# Dryopteris kinokuniensis
Dryopteris kinokuniensis är en träjonväxtart som beskrevs av Kurata. Dryopteris kinokuniensis ingår i släktet Dryopteris och familjen Dryopteridaceae. Inga underarter finns listade.